# Batcat
Batcat è un EP del gruppo musicale scozzese Mogwai, pubblicato nel 2008.

## Tracce
- 12", CD, Download digitale

Testi e musiche di Mogwai, eccetto dove indicato.
1. Batcat – 5:23
2. Stupid Prick Gets Chased by the Police and Loses His Slut Girlfriend – 5:09
3. Devil Rides – 4:00 (testo: Roky Erickson)